# KCNE2
KCNE2 és un gen humà que codifica un canal de potassi activat per voltatge pertanyent a la família relacionada amb Isk. El gen està relacionat amb la síndrome del QT llarg.
La proteïna KCNE2 resultant està formada per tan sols 123 aminoàcids, amb seqüències consens per a d llocs de N-glicosilació a dues asparagines (asn6 i asn29) i dos llocs de fosforilació mitjançada per la proteïna-cinasa C (PKC, de l'anglès, protein kinase C) a les treonines (thr71 i ser74).